# Yossi Yona

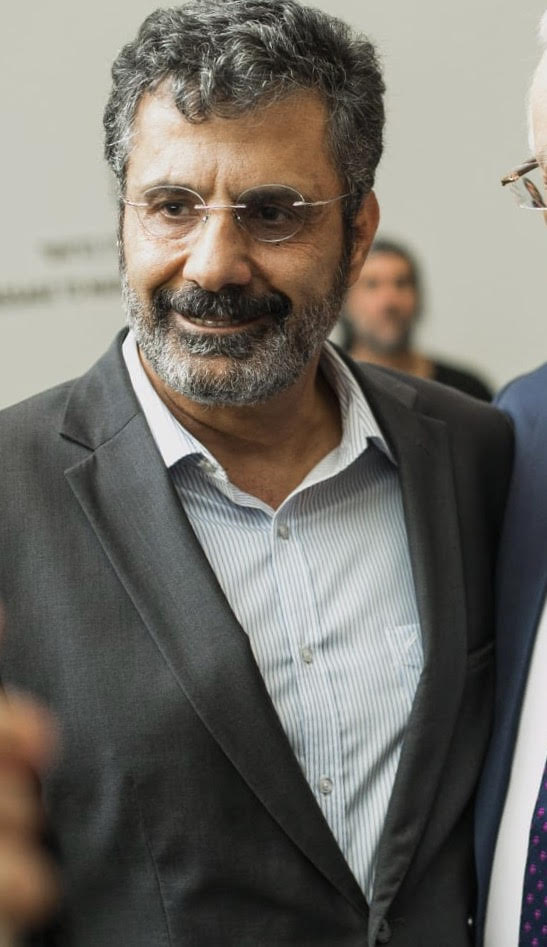
Yossi Yona (2018)

Yosef "Yossi" Yona (hebräisch יוסף "יוסי" יונה‎, * 8. Juni 1953 in Kirjat Ata) ist ein israelischer Politiker der Zionistischen Union.

## Leben
Seine Eltern Salman und Sabrina Yona wanderten aus dem Irak mit fünf weiteren Geschwistern nach Israel aus. Nach seinem Militärdienst in den Israelischen Verteidigungsstreitkräften und seiner Teilnahme am Jom-Kippur-Krieg verließ er 1974 die Armee und studierte Philosophie, Geschichte und Kunst an der Universität Haifa und danach an der University of Pennsylvania. An der Ben-Gurion-Universität im Negev erhielt er eine Anstellung als Hochschullehrer und arbeitete für das Van Leer Jerusalem Institut in Jerusalem. 2012 wurde er Mitglied der Partei Avoda.  Seit 2015 ist er Abgeordneter in der Knesset.